# Giulio Natta
Giulio Natta (n. 26 februarie 1903, Port-Maurice⁠(d), Imperia, Liguria, Italia – d. 2 mai 1979, Bergamo, Italia) a fost un chimist italian, laureat al Premiului Nobel pentru chimie (1963).